# Extraliga (ijshockey Tsjechië)
De Extraliga (sponsornaam: Tipsport extraliga) is de hoogste Tsjechische ijshockeydivisie en ingevoerd voor het seizoen 1993/94 naar aanleiding van de tweedeling van Tsjecho-Slowakije. Het aantal deelnemende teams was 12 en vanaf het seizoen 1995/96 14. De competitie wordt vaak naar een sponsor genoemd. Recordkampioen is VHK Vsetín met 6 titels (in 1995, 1996, 1997, 1998, 1999 en 2001). 

## Teams 2024/25
- Banes Motor České Budějovice
- Bílí Tygři Liberec
- HC Dynamo Pardubice
- HC Energie Karlsbad
- HC Kometa Brno
- BK Mladá Boleslav
- Mountfield HK
- HC Oceláři Třinec
- HC Olomouc
- Rytíři Kladno
- HC Škoda Pilsen
- HC Sparta Praag
- HC Verva Litvínov
- HC Vítkovice Ridera

## Landskampioenen
| Seizoen | Landskampioen                                                     | Verliezend finalist                                               | Winnaar reguliere competitie     |
| ------- | ----------------------------------------------------------------- | ----------------------------------------------------------------- | -------------------------------- |
| 1993/94 | HC Olomouc                                                        | HC Pardubice                                                      | HC Kladno                        |
| 1994/95 | HC Dadák Vsetín                                                   | AC ZPS Zlín                                                       | HC Dadák Vsetín                  |
| 1995/96 | HC Dadák Vsetín                                                   | HC Litvínov                                                       | HC Sparta Praag                  |
| 1996/97 | HC Petra Vsetín                                                   | HC Vítkovice                                                      | HC Petra Vsetín                  |
| 1997/98 | HC Petra Vsetín                                                   | HC Železárny Třinec                                               | HC Petra Vsetín                  |
| 1998/99 | HC Slovnaft Vsetín                                                | HC ZPS-Barum Zlín                                                 | HC Slovnaft Vsetín               |
| 1999/00 | HC Sparta Praag                                                   | HC Slovnaft Vsetín                                                | HC Sparta Praag                  |
| 2000/01 | HC Slovnaft Vsetín                                                | HC Sparta Praag                                                   | HC Slovnaft Vsetín               |
| 2001/02 | HC Sparta Praag                                                   | HC Vítkovice                                                      | HC Sparta Praag                  |
| 2002/03 | HC Slavia Praag                                                   | HC ČSOB Pojišťovna Pardubice                                      | HC ČSOB Pojišťovna Pardubice     |
| 2003/04 | HC Hamé (Zlín)                                                    | HC Slavia Praag                                                   | HC Moeller Pardubice             |
| 2004/05 | HC Moeller Pardubice                                              | HC Hamé (Zlín)                                                    | HC Hamé (Zlín)                   |
| 2005/06 | HC Sparta Praag                                                   | HC Slavia Praag                                                   | Bílí Tygři Liberec               |
| 2006/07 | HC Sparta Praag                                                   | HC Moeller Pardubice                                              | Bílí Tygři Liberec               |
| 2007/08 | HC Slavia Praag                                                   | HC Energie Karlovy Vary                                           | HC Mountfield (České Budějovice) |
| 2008/09 | HC Energie Karlovy Vary                                           | HC Slavia Praag                                                   | HC Slavia Praag                  |
| 2009/10 | HC Eaton Pardubice                                                | HC Vítkovice Steel                                                | HC Pilsen 1929                   |
| 2010/11 | HC Oceláři Třinec                                                 | HC Vítkovice Steel                                                | HC Oceláři Třinec                |
| 2011/12 | HC ČSOB Pojišťovna Pardubice                                      | HC Kometa Brno                                                    | HC Sparta Praag                  |
| 2012/13 | HC Škoda Pilsen                                                   | PSG Zlín                                                          | PSG Zlín                         |
| 2013/14 | PSG Zlín                                                          | HC Kometa Brno                                                    | HC Sparta Praag                  |
| 2014/15 | HC Vevra Litvínov                                                 | HC Oceláři Třinec                                                 | HC Oceláři Třinec                |
| 2015/16 | Bílí Tygři Liberec                                                | HC Sparta Praag                                                   | Bílí Tygři Liberec               |
| 2016/17 | HC Kometa Brno                                                    | Bílí Tygři Liberec                                                | Bílí Tygři Liberec               |
| 2017/18 | HC Kometa Brno                                                    | HC Oceláři Třinec                                                 | HC Škoda Pilsen                  |
| 2018/19 | HC Oceláři Třinec                                                 | Bílí Tygři Liberec                                                | Bílí Tygři Liberec               |
| 2019/20 | In verband met de corona-pandemie vonden er geen play-offs plaats | In verband met de corona-pandemie vonden er geen play-offs plaats | Bílí Tygři Liberec               |
| 2020/21 | HC Oceláři Třinec                                                 | Bílí Tygři Liberec                                                | HC Sparta Praag                  |
| 2021/22 | HC Oceláři Třinec                                                 | HC Sparta Praag                                                   | Mountfield HK                    |
| 2022/23 | HC Oceláři Třinec                                                 | Mountfield HK                                                     | HC Dynamo Pardubice              |
| 2023/24 | HC Oceláři Třinec                                                 | HC Dynamo Pardubice                                               | HC Dynamo Pardubice              |